# Гольфстрим (фильм)
«Гольфстрим» — советский чёрно-белый фильм 1968 года, снятый режиссёром Владимиром Довганем на Киевской киностудии им. А. П. Довженко.
Премьера фильма состоялась 27 мая 1969 года.

## Сюжет
У каждого из десятиклассников свой трудный день. Игорь переживает, что возвращается муж его возлюбленной. Лёня пытается стать донором кожи, чтобы помочь пострадавшим от огня. Друзья Слава и Дима ссорятся из-за хвастовства Димы о своей помощи. По ходу действия фильма Дима узнаёт, что его соседка, девочка, которая ежедневно играет гаммы, незрячая, что меняет его восприятие и заставляет задуматься о жизни.

## В ролях
- Николай Бурляев — Игорь
- Валентин Марченко — Лёня
- Елена Легурова — Руслана
- Виктор Жовтый — Слава
- Виталий Дорошенко — Дима
- Ольга Иванцова — Оля
- Ёла Санько — Лена-старшая
- Валентина Юрченко — Лена-младшая
- Кира Головко — Екатерина Николаевна
- Софья Павлова — мать Игоря
- Георгий Вицин — отец Игоря
- Анна Николаева — мать Олега
- Константин Михайлов — отец Лёни
- Анджела Репецкая — Ирочка
- Ануров Александр — в эпизоде
- Брондуков Борислав	— Король
- А. Васянович — в эпизоде
- В. Георгиенко — в эпизоде
- Ольга Ножкина — в эпизоде
- С. Мартиновський — в эпизоде
- Зоя Недбай — в эпизоде
- Людмила Орлова — в эпизоде
- Анатолий Теремец — в эпизоде
- Фущич Василий — в эпизоде
- Аннн Юрова — в эпизоде
- Шевчук Ирина — школьница

## Съёмочная группа
- Автор сценария: Олег Прокопенко[укр.]
- Режиссёр: Владимир Довгань
- Оператор: Игорь Беляков
- Художники-постановщики: Анатолий Мамонтов, Пётр Слабинский[укр.]
- Композитор: Юрий Щуровский
- Звукооператор: Константин Коган[укр.]